# Kamov
A Kamov, korábban Kamov tervezőiroda (ОКБ Камов) helikoptereket fejlesztő és gyártó orosz kísérleti repülőgépgyár volt. A Nyikolaj Iljics Kamov vezetésével működő tervezőcsoport, majd iroda fokozatosan önállósodott 1929-től. 1992-től nyílt részvénytársasági formában működött. A vállalat az Oboronprom részvénytársasághoz tartozó Vertoljoti Rosszii holding része volt. Központja a Moszkvai területen fekvő Ljuberci városban található. A Kamov vállalat önállósága 2019 decemberében megszűnt, amikor összevonták a Mil Moszkvai Helikoptergyárral és létrehoztál a Mil és Kamov Nemzeti Helikoptergyártó Központot.

## Története
A számos sikertelen autogiró-terv után Kamov számára a második világháború utáni időszak hozta meg az igazi sikereket. 1946-ban sikerült megbízást szereznie a Szovjet Haditengerészettől egy kisméretű helikopter megtervezésére. 1948-ra megépítették a Ka–8 típusjelet kapott kisméretű egyszemélyes helikoptert, amely már a konstrukciókra jellemző koaxiális rotorral volt felszerelve, még abban az évben Tusinóban, a szokásos éves légiparádén be is mutattak. A Ka–8 sikeres szereplését követően a kormányzat a gép sorozatgyártásáról határozott, és Kamov számára létrehozták az OKB–2 tervezőirodát. Az iroda kezdetben Moszkvában működött. 1951-ben átköltözött Tusinóba, majd 1955-ben Kamov visszatért oda, ahol a háború előtt az első autogiró-üzemét létrehozta, a Moszkva közelében található Uhtomszkba. Az OKB–2-vel együtt dolgozó gyártóüzem a 938-as számot kapta.
A Ka–8-at az először 1949. augusztus 30-án repült Ka–10 követte, amelyet a haditengerészetnek építettek futár-feladatok ellátására. 1953. április 4-én repült először a már kétszemélyes Ka–15, amelyet polgári és katonai változatban is gyártottak. Egyik változata, a külön típusjelet kapott Ka–18 már négy személy szállítására volt alkalmas. Kamov 1952-től dolgozott a Ka–22 konvertiplánon, amely többéves fejlesztőmunka után csak 1959-ben repült. A 37 tonnás felszállótömegű Ka–22-ből a prototípuson kívül további három készült a Taskenti Repülőgépgyárban, de a program csak kísérleti stádiumban maradt. Az 1950-es évek elején kezdte el a Kamov vezette tervezőiroda a gázturbinás Ka–25 hajófedélzeti helikopter tervezését, amely az iroda első nagy sorozatban gyártott és sikeres típusa lett. A Szovjet Haditengerészet a típust a hadihajókon elsősorban tengeralattjáró-vadász feladatokra alkalmazta, de több speciális alváltozatát is kialakították.  Az 1960-as évek második felében a Kamov Tervezőiroda kifejlesztette a Ka–26 többcélú helikoptert, amely polgári és katonai változatban is készült. Kamov 1972-ben kapott megbízást a Ka–25 továbbfejlesztésére. A később Ka–27 néven ismertté vált helikopter tervezésének első fázisaiban még részt vett, de első repülését már nem érhette meg, Nyikolaj Iljics Kamov 1973. november 24-én elhunyt. Kamov 1973-as halála után, 1974-ben Szergej Mihejev vette át a tervezőiroda főkonstruktőri helyét és a fejlesztőmunka irányítását. 1992-től az uhtomszki gyár Kamov nevét viseli. A vállalat fő részei a tervezőiroda, a kísérleti gépgyár és a tesztközpont.

## Koaxiális rotor
Kamov a koaxiális motorok fejlesztésének úttörője, munkássága révén egyedül Oroszország foglalkozott az ilyen típusú helikopterek gyártásával. A koaxiális helikopter jellegzetessége, hogy két, azonos tengelyen egymással szembeforgó főrotorja van, így nincs szüksége kiegyenlítő farokrotorra. Előnye a lényegesen könnyebb vezethetőség, a kiemelkedő manőverezőképesség, a nagyobb emelőerő, a kis szélérzékenység, a rövidebb hosszméret, a kisebb rotorlapát-átmérő, a csendesebb üzemmód és az alacsony vibrációszint. Hátránya a bonyolultabb lapátvezérlés és meghajtás, valamint a nagyobb önsúly.  Az USA-beli Kaman Aircraft által 1947-óta épített helikopterfajta hasonló szembeforgó rotorokkal működik, viszont ott az egymás mellett lévő tengelyek "V" alakban szöget zárnak be.
1968-ban a Kamov által kifejlesztett koaxiális helikoptert (Ka–26) vezették be a magyar mezőgazdaságban, emiatt Magyarország világszinten nagy tapasztalattal rendelkezik a koaxiális helikopterek alkalmazásában.  

## Kamov modellek időrendben

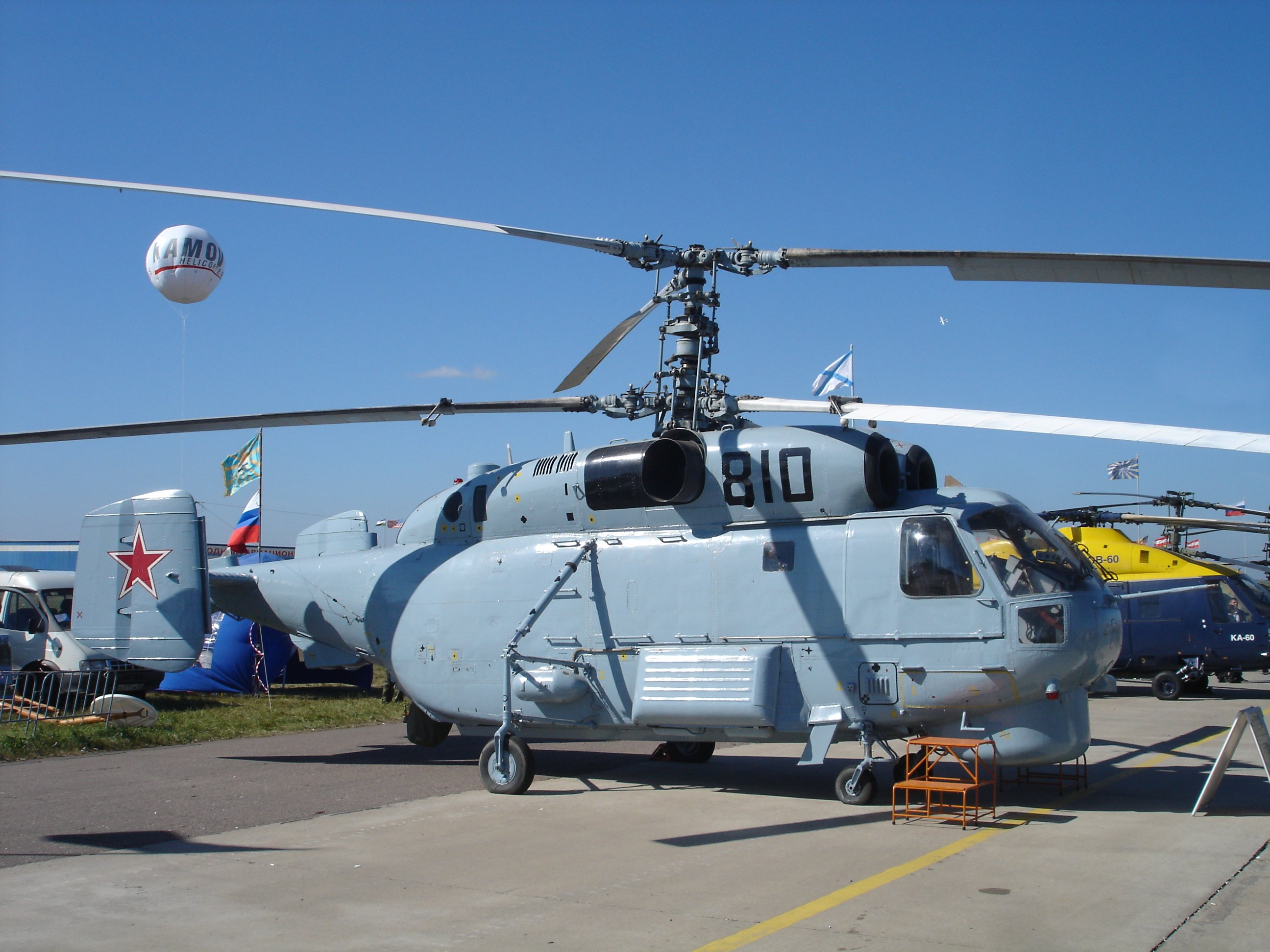
Ka–27

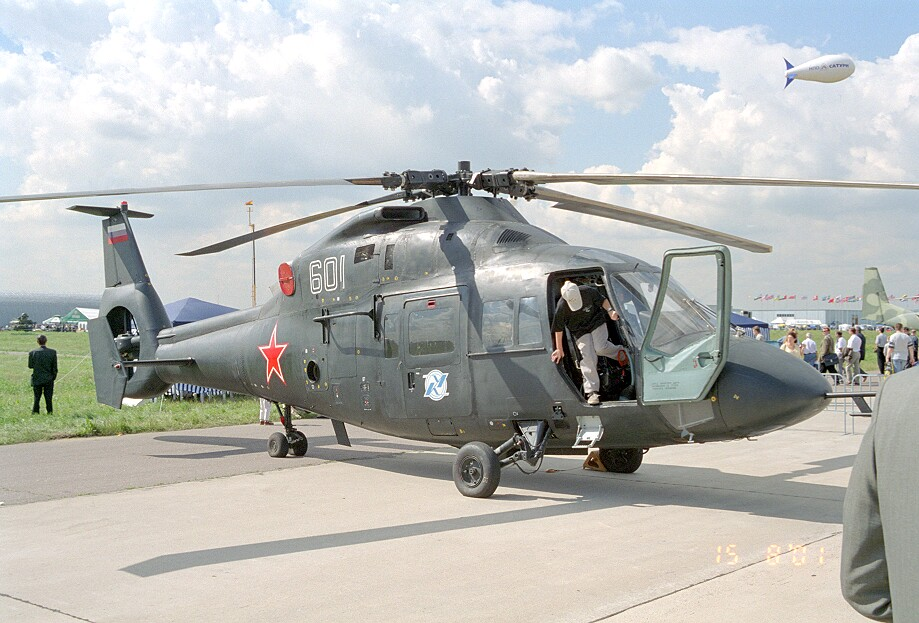
Ka–60

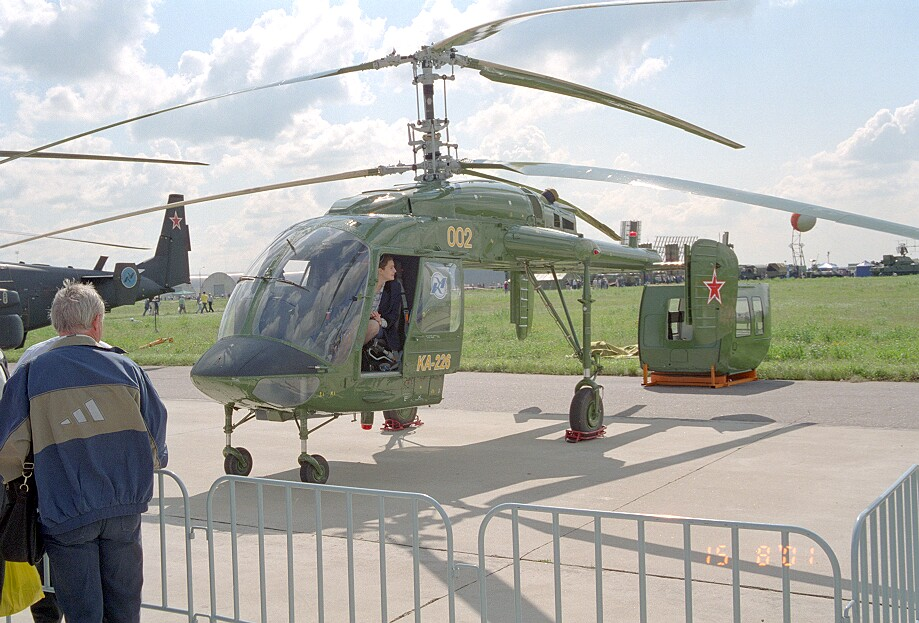
Ka–226

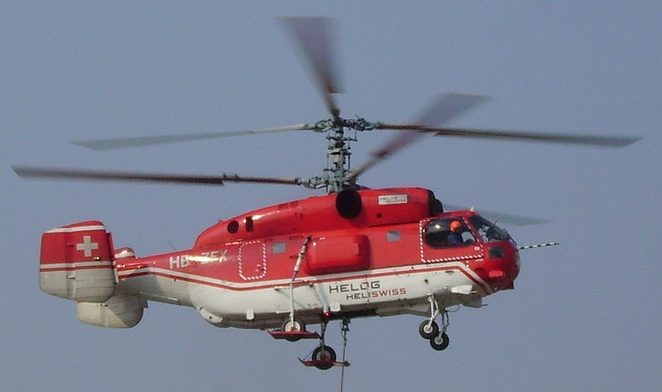
Ka–32

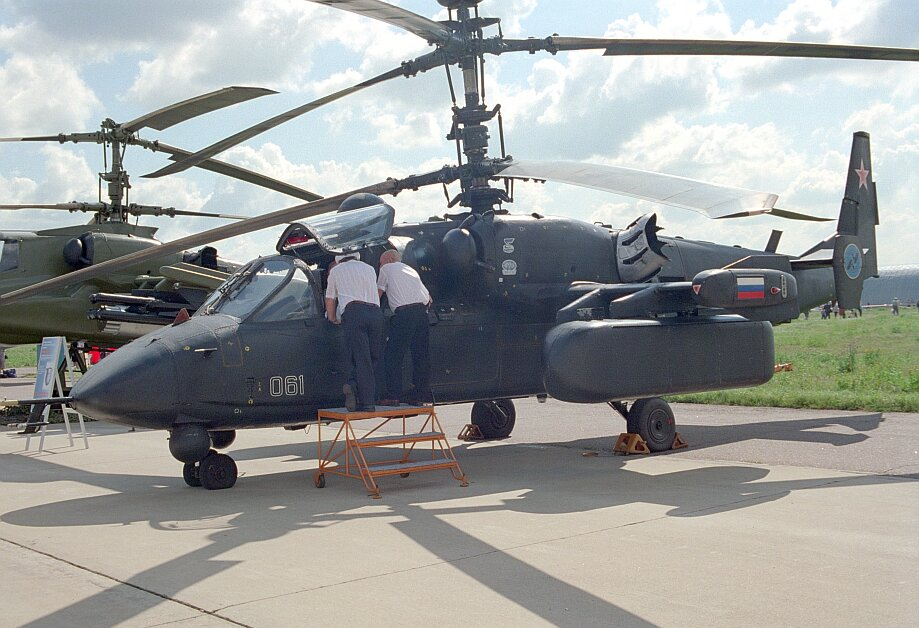
Ka–52

Kaszkr-I 19291929. szeptember 25-én elkészült az első szovjet autogiro, Kamov és Nyikolaj Szkrizsinszkij tervezésében. Cierva tervein alapult, beceneve A vörös mérnök volt.
Kaszkr-II 1930KASKR-I egy erősebb Gnome-Rhone Titan motorral.
Kamov A-7 1934Egy autogiro elsősorban megfigyelési célokra.
Ka–8 Irkutyanin 1947együléses helikopter
Ka–9
Ka–10 1950együléses megfigyelő helikopter
Ka–11kis együléses helikopter
Ka–12többcélú 9 üléses helikopter
Ka–14könnyű többcélú helikopter
Ka–15 19522 üléses helikopter
Ka–18 1955A Ka–15 nagy géptörzzsel és 280 lóerős Ivcsenko AI–14VF csillagmotorral. Négy utas szállítására. Kb. 200 darab készült.
Ka–20 1958dupla motoros tengeralattjáró-elhárító helikopter prototípusa
Ka–22 Vintokril 1959kísérleti rotor-lapátos szállító helikopter.
Ka–25 1961Haditengerészeti helikopter, nagy példányszámban előállítva
Ka–26 1965könnyű többcélú helikopter
Ka–27 1974tengeralattjáró-elhárító helikopter
Ka–28a  Ka–27 exportváltozata
Ka–31csapás-előrejelző, megfigyelő helikopter
Ka–32 1974tengeralattjáró-elhárító helikopter
Ka–34Nehéz forgórotoros légijármű
Ka–35Nehéz turbinás forgórotoros légijármű
Ka–37 1993Pilóta nélküli helikopter a Daewoo számára, mezőgazdasági felhasználásra. 250 kg felszállósúly (50 kg hasznos teher). Maximális sebessége 110 km/h, 45 perces maximális repülési időtartammal.
Ka–40 1990tengeralattjáró-elhárító helikopter (A  Ka–27-es felváltására. Fejlesztése nem befejezett)
Ka–50 "Black Shark" 1982Együléses támadó helikopter
Ka–52 "Alligator" 1997Kétüléses támadó helikopter
Ka–118 1980-1990Farokrotor nélküli, könnyű, többcélú helikopter
Ka–126 1980Könnyű, egymotoros általános rendeltetésű helikopter, a Ka–26 továbbfejlesztett változata. A fő különbség, hogy a Ka–26 2 db csillagmotorja (dugattyús motorja) helyett 1 db gázturbinás motor hajtja. Összesen 15 db készült belőle (3 db az akkori Szovjetunióban és 12 db Romániában), utána a továbbfejlesztett változatát, a kétmotoros Ka–226-t gyártották.
Ka–128könnyű általános rendeltetésű helikopter (egy prototípus készült)
Ka–60 Kasatka 1990Szállító / általános rendeltetésű helikopter
Ka–62 1990Polgári szállító / általános rendeltetésű helikopter
Ka–64 Sky Horse 1990Tengerészeti szállító / általános rendeltetésű helikopter
Ka–90Nagy sebességű helikopter program.
Ka–92Személyszállító helikopter
Ka–137 1990Pilóta nélküli megfigyelő / többcélú helikopter
Ka–115 Moszkvicska 1990könnyű, többcélú helikopter
Ka–226 "Sergei" 1990Könnyű, kétmotoros, általános rendeltetésű helikopter (maximális felszállótömege 3800 kg). :A Ka–26 továbbfejlesztett változata, ahol az eredeti két dugattyús csillagmotor helyett két gázturbinát építettek be (míg a Ka–26 két motorja összesen 2x240 kW teljesítményű, addig a Ka–226 hajtóműve 2x435 kW-os). Az új hajtóműveket a törzs fölé építették be, az előd-típus nagyméretű motorgondoláinak elhagyása jelentősen javította a gép aerodinamikai tulajdonságait (a Ka–26 utazósebessége 140 km/h, a Ka–226-nál ez 220 km/h).
A Szovjetunió felbomlása miatt a kifejlesztése elhúzódott, csak 2003. végére kapta meg a repülési engedélyeket. Fő felhasználója Oroszország és az indiai hadsereg.
Az alaptípus becsült ára: 6 millió USD (2017).
V–50 1960-as évekNagysebességű katonai, mélységi támadó helikopter program kettős rotorral. Törölték.
V–60 1980-as évekKönnyű felderítő és a kísérő helikopter
V–80 1970-es évekTámadó helikopter tanulmányok (a Ka-50 folyományai)

## Kamov modellek gyártói
- Taskenti Repülőgépgyártó Termelési Egyesülés Az 1950-es években a 37 tonnás felszállótömegű Ka–22-ből a prototípuson kívül további három készült még a Taskenti Repülőgépgyárban, de a program csak kísérleti stádiumban maradt.
- Ulan-udei Repülőgépgyár 1956-tól a vállalat új gyártási profilt alakított ki, és a merevszárnyú repülőgépek mellett a Kamov-helikopterek egyes típusait is gyártotta.
- Kumertaui Repülőgépgyár A  Kamov helikopterek sorozatgyártására való felkészülés 1967-ben kezdődött el, 1968-tól gyárt.
- A brassói IAR repülőgépgyárban tervezték a Ka–126 gép sorozatgyártását Romániában. Az első itt készült prototípus 1988. december 31-én emelkedett először a levegőbe. A Szovjetunió, valamint a KGST megszűnése miatt a gyártási kooperáció félbeszakadt, az IAR-nál így összesen 12 darab Ka–126-os gépet építettek.
- Motor Szics  a volt Szovjetunióban a legjelentősebb helikopter-hajtómű gyártó volt, a Mil és Kamov sorozatok szinte mindegyik gázturbinás típusában zaporizsjai hajtóművet alkalmaztak.

## Külső hivatkozások
- A Kamov vállalat honlapja